# یسپر کریستنسن
یسپر کریستنسن (دانمارکی: Jesper Christensen؛ زادهٔ ۱۶ مهٔ ۱۹۴۸) یک هنرپیشه اهل دانمارک است. وی از سال ۱۹۶۸ میلادی تاکنون مشغول فعالیت بوده‌است.
از فیلم‌ها یا برنامه‌های تلویزیونی که وی در آن نقش داشته است می‌توان به شعله و لیمو، کازینو رویال، مالیخولیا، ذره‌ای آرامش، ارث، مترجم، زبان ایتالیایی برای مبتدی‌ها، ویکتوریای جوان، طوفان، لحظه‌های به یادماندنی، قرض، قتل شبه عمد، هامسون، نیمفومانیاک، نیمکت، عصر بخیر، آقای والنبری، هیپ هیپ هورا!، کارل، سمفونی کودکی من و اسپکتر اشاره کرد.